# Xianfeng (socken i Kina, Hunan)
Xianfeng (kinesiska: 先锋, 先锋乡) är en socken i Kina. Den ligger i provinsen Hunan, i den södra delen av landet, omkring 37 kilometer söder om provinshuvudstaden Changsha. Antalet invånare är 16751. Befolkningen består av 8 230 kvinnor och 8 521 män. Barn under 15 år utgör 13,0 %, vuxna 15-64 år 78 %, och äldre över 65 år 7,0 %.
Genomsnittlig årsnederbörd är 1 784 millimeter. Den regnigaste månaden är maj, med i genomsnitt 354 mm nederbörd, och den torraste är oktober, med 38 mm nederbörd.